# 曽根虎長
曽根 虎長（そね とらなが）は、戦国時代の武将。甲斐国武田氏の家臣。中務大輔、三河守。子に勝長（昌世）。
甲斐武田氏（武田信縄）の家臣・曽根縄長の長男として生まれる。祖父の昌長（武田信重の曾孫とされる）を父とする説もある。享禄4年（1531年）河原辺合戦にて父が戦死したため、家督を継いで武田信虎に仕え、慣例に倣ってその偏諱を与えられ「虎長」と称した。信虎追放後は武田信玄（武田晴信）に仕えた。早い時期から家督を子の勝長（のちの昌世）に譲って隠居している。
永禄4年の西上野侵攻においては跡部勝資や原昌胤、土屋昌続らと西上野国衆の取次を務めており、虎長は安中氏との取次を担当している。天文10年（1541年）および天文17年（1548年）の中郡上曽弥村山王権現社の棟札に虎長の名がある。史料などから天正元年（1573年）以降までは活動が確認できるため、この前後に死去したものと思われる。